# Fernando Inchauste
Fernando Inchauste (ur. 18 czerwca 1930 w La Paz, zm. 13 maja 2006) – boliwijski kajakarz.

## Kariera
Wziął udział w biegu K-1 na 1000 m na Letnich Igrzyskach Olimpijskich 1964, który zakończył na pierwszej rundzie (odpadł w repasażach). Podczas konkursu rozgrywanego na igrzyskach w Meksyku nie ukończył wyścigu w pierwszym etapie zmagań. W ramach igrzysk olimpijskich w Monachium brał udział w strzeleckiej konkurencji karabinu małokalibrowego, 50 m, pozycja leżąca – zawody w tejże konkurencji ukończył na 86. miejscu.